# Michael Kors

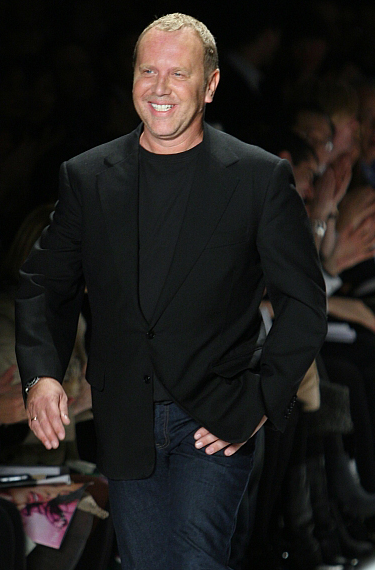
Michael Kors

Michael Kors (Long Island, 9 augustus 1959) is een Amerikaans modeontwerper en ondernemer
Hij studeerde modeontwerp aan de Fashion Institute of Technology in New York. Op 19-jarige leeftijd kreeg Kors zijn eerste grote ontwerpopdracht toen hij een collectie mocht ontwerpen voor de gerenommeerde modeboetiek Lothar's in New York. De kritieken van de modepers op deze collectie waren goed en voor Kors was dit het geschikte moment om zijn eigen label op te richten: Michael Kors, in 1981. Kors had reeds in het begin een duidelijke stijl die hij nooit heeft verlaten: luxueuze, typisch Amerikaanse, sportieve collecties werden zijn kenmerk. Casual chic, maar met een tijdloze elegantie. In 1999 ontving Kors de prijs voor beste ontwerper van dameskledij van de Council of Fashion Designers of America (CFDA).
Reeds in 1997 was zijn prêt-à-portercollectie, tot dan toe uitsluitend voor vrouwen, uitgebreid tot een beperkt aantal kledingstukken voor mannen, maar in 2002 volgde een volledige collectie voor mannen. In 2003 kende de CFDA opnieuw een prijs aan Kors toe, ditmaal voor beste ontwerper van mannenkledij.
In september 2000 lanceerde Kors zijn eerste parfum, Michael Kors voor vrouwen. Door het succes dat dit parfum kende werd een jaar later ook een parfum voor mannen uitgebracht.
In 2004 bracht Kors naast zijn eerste lijn, de duurdere couturelijn, ook een tweede lijn uit: MICHAEL Michael Kors, die bestaat uit zowel dames- als herenkledij, schoenen, handtassen en accessoires.

## Kors voor Céline
In 1997 werd Kors door het klassieke Franse modehuis Céline aangenomen als eerste ontwerper voor de prêt-à-portercollectie voor vrouwen. In 1999 werd hij benoemd tot creatief directeur over het huis, waarbij hij volledig verantwoordelijk was voor het ontwerp en image van alle kledij en accessoires voor vrouwen. Hij gaf het oude merk zijn glans terug door de klassieke kenmerken van het huis, breiwerk en leder, opnieuw te interpreteren en modern te verwerken. In 2004 verliet Kors het modehuis om zich volledig te kunnen richten op zijn eigen collecties.

## Overname Versace
Eind 2018 nam het bedrijf van Kors het Italiaanse modehuis Versace over voor een bedrag van 1,8 miljard euro. De naam van de holding van Kors veranderde gelijkertijd in Capri Holdings.
- International Standard Name Identifier: 0000 0000 0188 470X
- Library of Congress Control Number: no2012045134
- Nationale Bibliotheek van Israël: 987012385064005171
- RKD-Nederlands Instituut voor Kunstgeschiedenis: 306403
- Virtual International Authority File: 233193406
- WorldCat: E39PBJyMj83pKmdw6Rb9jXjDMP